# 蓮盛坊

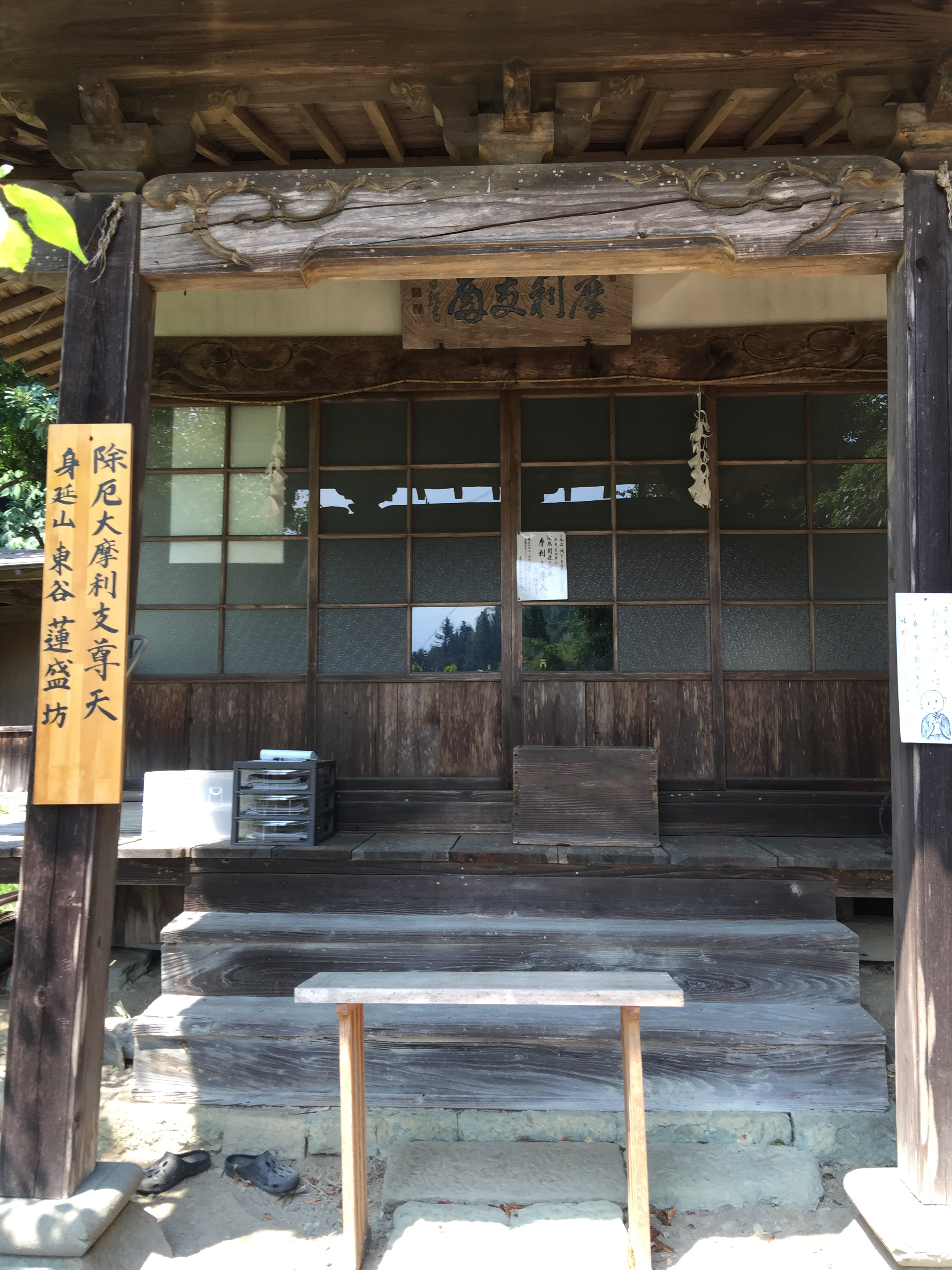
摩利支天堂

蓮盛坊（れんじょうぼう）は山梨県南巨摩郡身延町身延にある日蓮宗の寺院。

## 概要
1616年（元和2年）、日在により開創された身延山久遠寺32坊のひとつで、東谷にある。
もともと南谷（中谷）にあったが、身延流祈祷を伝える積善坊の日憲が祈祷に相応しい場所を探していたため、1819年（文政2年）に積善坊と地所建物付で交換移転した。そして、観松坊と合併する。1874年（明治7年）には南延坊と合併し、もとは南延坊にあった摩利支天像を安置するようになった。
かつては宿坊でもあり、3代前の住職は5代に渡り歴代久遠寺法主の食事を作る「大奥膳部主任」として勤めた。
その住職が死去した後、兼務、無住となり荒廃していたところを、清水坊の勝野光栄により復興が進められている。

## 伽藍、文化財
境内に摩利支天堂がある。また、積善坊中興、身延流（積善坊流）祈祷の中興である、満行院日順ゆかりの「満行院の井戸」がある。

## 所在地
- 山梨県南巨摩郡身延町身延

- 身延町 - 地理院地図
- 蓮盛坊 - Google マップ

## 参考資料
- 身延町資料第十一編第三章第一節
- ブログ